# Rio Marina
Rio Marina är en ort och frazione på ön Elba i kommunen Rio i provinsen Livorno i regionen Toscana i Italien. 
Rio Marina upphörde som kommun den 1 januari 2018 och bildade med den tidigare kommunen Rio nell'Elba den nya kommunen Rio. Den tidigare kommunen hade 2 211 invånare (2017).